# 時空反轉芝加哥
《時空反轉芝加哥》（英語：Just Visiting）是一部2001年的美國喜劇電影，是1993年法國電影《時空急轉彎》的重製版，由尚·連奴、姬絲汀娜·艾寶琪、克利斯汀·柯萊維、馬康·麥杜維、泰拉·蕾以及碧姬·威爾遜主演。影片講述一名中世紀騎士和他的農奴僕從被巫師誤送至21世紀的芝加哥，並在那裡遇見他的後裔。
相較於1993年的法國原版電影，此片在美國和法國都不如前者那麼大受歡迎。這是荷里活影片在關閉前製作的最後一部電影，之後與姊妹公司試金石影業合併，作為它的管理層，直到2006年荷里活影片再次獨立製作了一套恐怖電影《生還凶間》。

## 演員
- 尚·連奴 飾 Thibault
- 姬絲汀娜·艾寶琪 飾 Rosalind / Julia
- 克利斯汀·柯萊維（英语：Christian Clavier） 飾 Andre
- 麥特·羅斯 飾 Hunter
- 泰拉·蕾 飾 Angelique
- 碧姬·威爾遜（英语：Bridgette Wilson） 飾 Amber
- 約翰·艾爾華（英语：John Aylward） 飾 Byron
- 喬治·普林頓（英语：George Plimpton） 飾 Dr. Brady
- 馬康·麥杜維 飾 巫師
- 亞歷斯·羅海（英语：Alexis Loret） 飾 François

## 反響
這套電影獲得普遍的負面評價，於爛番茄上基於78條評價只錄得33%的新鮮度。網站上的共識評論寫道：「這套法國電影《失驚無神外來客》的重製版平庸得讓人毫無映象，根本無法與原版相比。」

## 外部連結
- 互联网电影数据库（IMDb）上《時空反轉芝加哥》的资料（英文）
- AllMovie上《時空反轉芝加哥》的资料（英文）
- Box Office Mojo上《時空反轉芝加哥》的資料（英文）
- 開眼電影網上《時空急轉彎 （页面存档备份，存于）》的資料 （繁體中文）